# Roger Howarth
Roger Howarth (ur. 13 września 1968 r. w hrabstwie Westchester, w stanie Nowy Jork) – amerykański aktor telewizyjny i filmowy.
Jego ojciec napisał sztuki tearalne. W wieku siedmiu lat występował w Wielki Książę (The Grand Duke). Uczęszczał do liceum o profilu teatralnym i występował w kilku przedstawieniach. Do 19. roku życia był aktywnym piłkarzem, grał z Puma Shoes U.S. National Soccer Team.
Debiutował na ekranie jako chłopak w deszczu w filmie Wychodzac z mroku (Liebestraum, 1991) obok Kevina Andersona, Billa Pullmana, Catherine Hicks i Kim Novak. W latach 1992–2003 grał Todda Manninga, Jr. w operze mydlanej ABC Tylko jedno życie. W 1998 wystąpił w kilku sztukach teatralnych, m.in. Biała Róża, Henryk IV, Matka Courage i jej dzieci i Orestes Eurypidesa. W 2011 r. powrócił do Tylko jednego życia.
W 1992 r. ożenił się z aktorką Cari Stahler. Mają syna Juliana (ur. 1992) i córkę Claudette (ur. 2002).

## Wybrana filmografia
- 1991: Guiding Light (The Guiding Light) jako Jory Andros
- 1992: Loving jako Kent Winslow
- 1992-2003: Tylko jedno życie (One Life to Live) jako Todd Manning
- 1996: Diagnoza morderstwo (Diagnosis Murder) jako naprawdę zły gospodarz radiowy
- 1998: Walka o przetrwanie (Prey) jako Randall Lynch
- 2002-2003: Jezioro marzeń (Dawson's Creek) jako prof. Greg Hetson
- 2003-2010: As the World Turns jako Paul Ryan
- 2011-2013: Tylko jedno życie (One Life to Live) jako Todd Manning
- 2013: Tylko jedno życie (One Life to Live) jako Todd Manning
- od 2012: Szpital miejski (General Hospital) jako Todd Manning / Franco / Robert James 'Franco' Frank
- 2014: Californication jako Chris